# Pelle Snusk

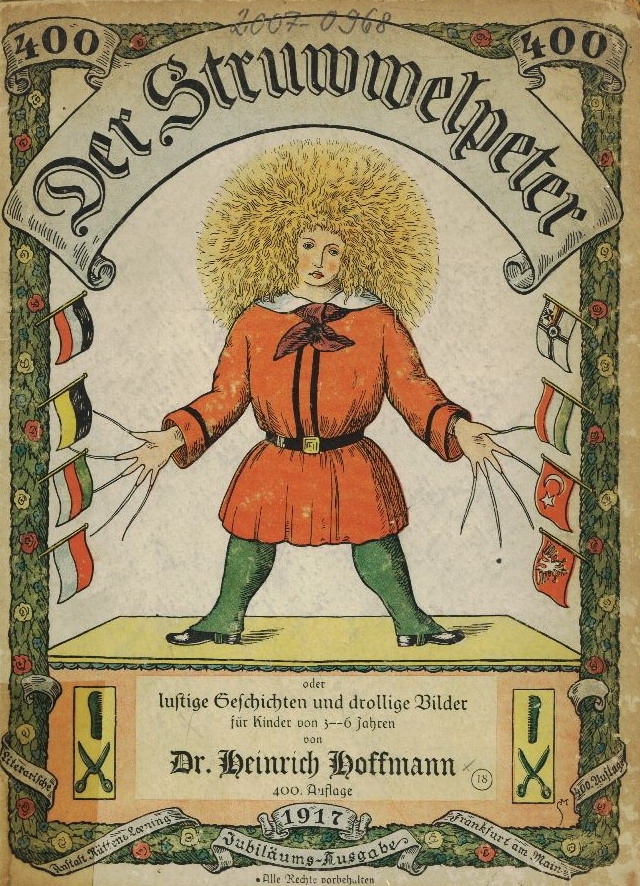
Pelle Snusk

Pelle Snusk (original: Der Struwwelpeter) är en tysk barnbok skriven av författaren och psykiatern Heinrich Hoffmann, som även själv illustrerade sina böcker.
Boken (Der Struwwelpeter eller Peter Struwwel) skrev han till sin son. Den publicerades 1845, och på svenska 1849 under titeln Julbocken eller Pelle Snusk, och har därefter getts ut på svenska i många upplagor. I Finland har boken utkommit på svenska i flera upplagor med titeln Drummel-Petter eller lustiga historier och tokroliga bilder för barn.
Boken blev en stor succé på 1800-talet då den utkom i över 100 upplagor och sammanlagt i mer än 20 miljoner exemplar. Den återspeglar 1800-talets syn på barnuppfostran: det gäller att ta till hårda metoder för att sätta stopp för barns olika ovanor, till exempel ovilja att tvätta sig och klippa naglarna.
Förutom huvudpersonen Pelle Snusk förekom bifigurer som "Konrad Tumslickare", "Den elake Ture", "Den ostyrige Filip", "Janne Stjärnkikare", "Sopp-Fabian" och "Flygande Robert". Namnen varierar något i senare översättningar.

## Bilder

Barnboken Pelle Snusk i svensk översättning (Julbocken eller Den svenska Drummelpetter. Lustiga historier och roliga bilder). Från Hallwylska museet.

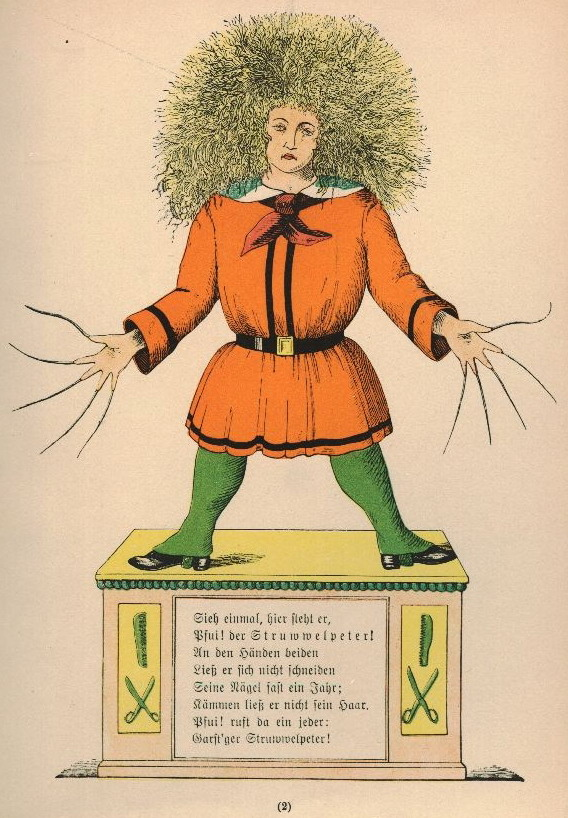
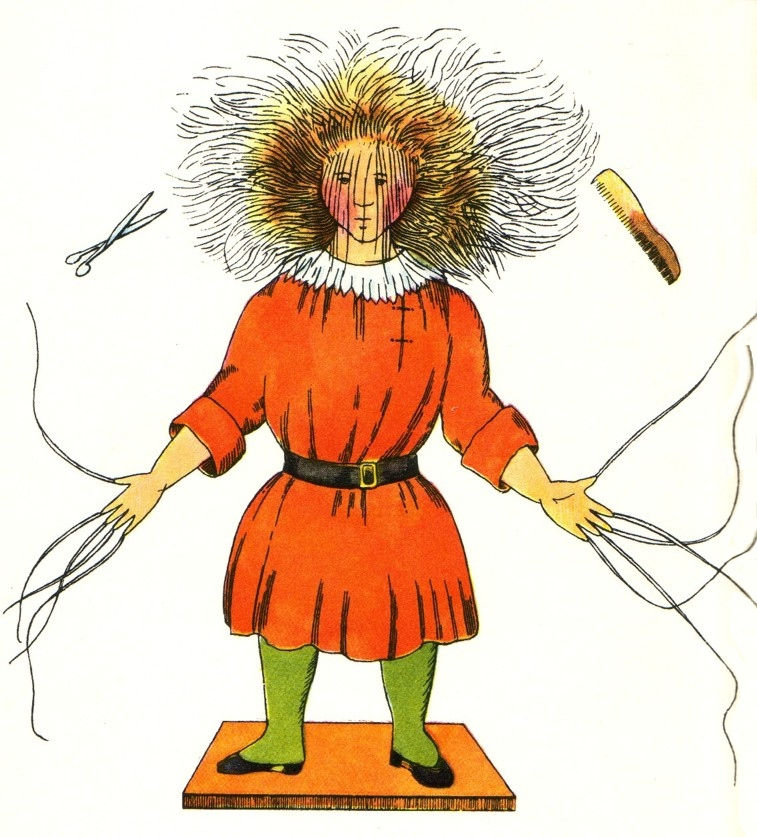
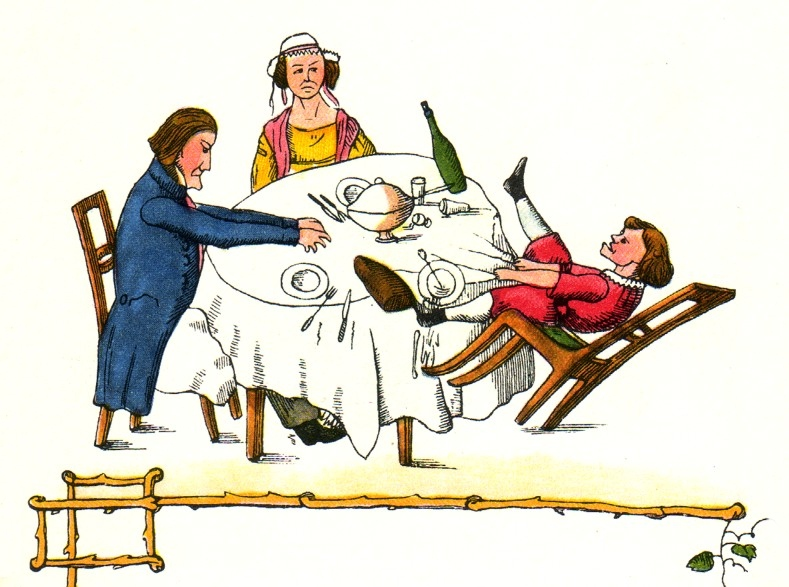
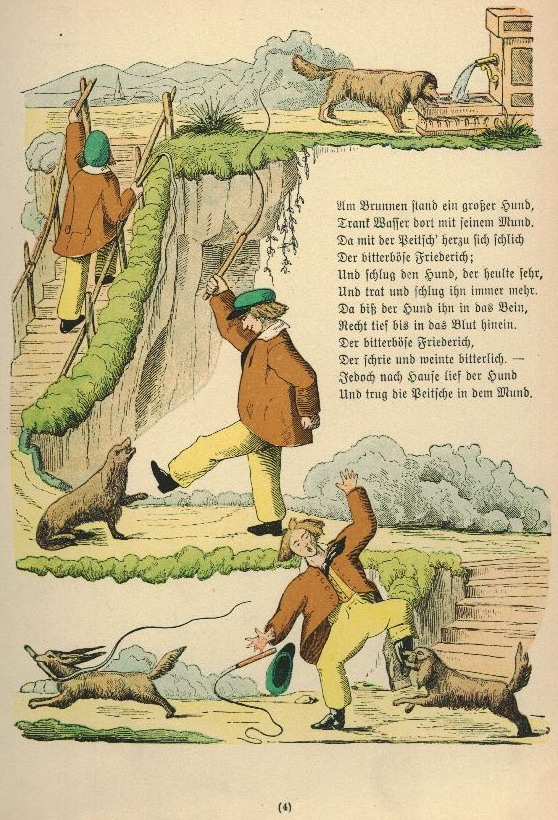